# リトル・シムズ
リトル・シムズ（Little Simz、本名：シンビアツ・アビソラ・アビオラ・アジカウォ、1994年2月23日 - ）は、イギリスのラッパー、ソングライター、女優。
ロンドンのイズリントンでナイジェリアの両親に生まれ、2人の姉と共に育つ。民族的にはヨルバ人である。

## 略歴
2015年9月18日にアルバム『A Curious Tale of Trials + Persons』をリリースしてメジャー・デビュー。
2016年12月16日、セカンド・アルバム『Stillness inWonderland』をリリース。
2019年リリースのサード・アルバム『グレイ・エリア』では、アイヴァー・ノヴェロ賞とNMEアワーズの両方でベスト・アルバムを受賞し、マーキュリー賞にノミネートされた。
2021年リリースの4枚目のアルバム『サムタイムス・アイ・マイト・ビー・イントロヴァート』は、全英アルバムチャート初登場4位を記録するとともに、「インデペンデント」紙、「デイリー・テレグラフ」紙等において年間ベスト・アルバムに選ばれるなど批評家から称賛を受けている。2022年にこのアルバムでマーキュリー賞を受賞。同年、5枚目のアルバム『ノー・サンキュー』をリリースした。

## ディスコグラフィ

### スタジオ・アルバム
- A Curious Tale of Trials + Persons (2015年、Age 101 Music)
- Stillness in Wonderland (2016年、Age 101 Music)
- 『グレイ・エリア』 - Grey Area (2019年、Age 101 Music、AWAL)
- 『サムタイムス・アイ・マイト・ビー・イントロヴァート』 - Sometimes I Might Be Introvert (2021年、Age 101 Music、AWAL)
- 『ノー・サンキュー』 - No Thank You (2022年、Forever Living Originals、AWAL)